# Günther Neureuther
Günther Neureuther, (* 6. srpna 1955, Steingaden, Německo) je bývalý západoněmecký zápasník – judista, stříbrný a bronzový olympijský medailista z roku 1976 a 1984.

## Sportovní kariéra
S judem začal v 11 letech v Peitingu. Jeho sportovní kariéru do velké míry odráží kariéru jeho předchůdce v německé reprezentaci Klause Glahna. Oba sportovci nepatřili mezi top favority, ale uměli se ve svých váhových kategoriích šikovně pohybovat. Dále jejich sportovní kariéru přibrzdila základní vojenská služba.
V roce 1976 startoval netradičně v těžké váze na olympijských hrách v Montrealu a po dobrém nalosování se dostal do finále, kde nestačil na Sověta Sergeje Novikova a získal nečekanou stříbrnou olympijskou medaili. V roce 1980 o účast na olympijských hrách v Moskvě přišel kvůli bojkotu Západního Německa. Vše si vynahradil na olympijských hrách v Los Angeles kam odjížděl jako jeden z favoritů. Získal bronzovou olympijskou medaili, když v semifinále nestačil na svého neoblíbeného soupeře Korejce Ha Hjong-čua. Sportovní kariéru ukončil po roce 1985. Věnuje se trenérské a funkcionářské práci.

## Výsledky

### Váhové kategorie
| Turnaj             | 1974           | 1975           | 1976           | 1977           | 1978           | 1979           | 1980           | 1981           | 1982           | 1983           | 1984           | 1985           |
| Turnaj             | 19             | 20             | 21             | 22             | 23             | 24             | 25             | 26             | 27             | 28             | 29             | 30             |
| Turnaj             | polotěžká váha | polotěžká váha | polotěžká váha | polotěžká váha | polotěžká váha | polotěžká váha | polotěžká váha | polotěžká váha | polotěžká váha | polotěžká váha | polotěžká váha | polotěžká váha |
| ------------------ | -------------- | -------------- | -------------- | -------------- | -------------- | -------------- | -------------- | -------------- | -------------- | -------------- | -------------- | -------------- |
| Olympijské hry     |                |                | 2.             |                |                |                | —              |                |                |                | 3.             |                |
| Mistrovství světa  |                | —              |                |                |                | 3.             |                | 5.             |                | 3.             |                | 3.             |
| Mistrovství Evropy | 2.             | ?              | ?              | ?              | —              | 3.             | ?              | ?              | 2.             | 3.             | 1.             | 3.             |

### Bez rozdílu vah
| Turnaj         | 1974 | 1975 | 1976 | 1977 | 1978 | 1979 | 1980 | 1981 | 1982 | 1983 | 1984 | 1985 |
| Turnaj         | 19   | 20   | 21   | 22   | 23   | 24   | 25   | 26   | 27   | 28   | 29   | 30   |
| -------------- | ---- | ---- | ---- | ---- | ---- | ---- | ---- | ---- | ---- | ---- | ---- | ---- |
| Olympijské hry |      |      | úč.  |      |      |      | —    |      |      |      | —    |      |